# Бородинское Поле (посёлок)
Бородинское Поле — посёлок в Можайском городском округе Московской области. До февраля 2018 года входил в сельское поселение Бородинское (упразднено).
Расположен в 2,2 км от южного конца Можайского водохранилища, в 7 км к западу от Можайска и в 95 км от МКАД. Окружён лесами, соседними деревнями и дачными посёлками. Высота центра над уровнем моря — 204 м. В посёлке берёт начало река Станица.
Ближайшие населённые пункты — Татариново (почти примыкает с запада) и Псарёво (0,5 км к юго-западу). В 5-6 км к западу от посёлка находится историческое Бородинское поле.
По северной окраине посёлка проходит Можайское шоссе. В 1,5 км к югу проходит ж.-д. линия Кубинка —Вязьма. Ближайшая станция Бородино находится в 3,7 км к юго-западу.
Посёлок относительно новый, на карте 1982 года ещё не обозначен. В посёлке имеется 5 улиц.
| 2002 | 2006 | 2010 |
| ---- | ---- | ---- |
| 683  | ↗708 | ↘678 |